# Socio-anthropologie
Socio-anthropologie est une revue française fondée en 1997 par le sociologue et anthropologue français Pierre Bouvier.

## Présentation
Fondée par Pierre Bouvier, professeur à l'université Paris X (devenue depuis université de Paris Ouest - Nanterre La Défense) la revue Socio-anthropologie aborde les déstructurations et les recompositions qui sont au cœur du monde contemporain. La « socioanthropologie », démarche originale à la croisée interdisciplinaire, s’inscrit dans les débats actuels. Les perspectives et les résultats qu’elle propose permettent de mieux saisir le contemporain dans ses continuités et ses mutations. Chaque numéro est construit autour de trois éléments : textes classiques, réflexions méthodologiques et études sur des pratiques et des représentations contemporaines.
La revue est disponible en texte intégral sur le portail OpenEdition Journals.
Depuis 2013, la revue est éditée par les éditions de la Sorbonne.